# Twarz marki
Twarz marki – osoba której wizerunek jest wykorzystywany w oficjalnych działaniach promocyjnych marki. Twarzą marki może być założyciel i przedstawiciel firmy oraz inna znana osoba, której wizerunek ze względu na posiadane przez nią cechy, mogą wpłynąć na postrzeganie marki. Czynnikami wpływającym na skuteczność oddziaływania znanych osób jest ich wiarygodność, popularność, atrakcyjność i zdolność wzbudzania sympatii.

## Przykłady
- Pelé (światowej sławy piłkarz) jest twarzą marki SUBWAY, lidera rynku restauracji szybkiej obsługi. Uznawany powszechnie za największego piłkarza w historii, jest długoletnim fanem restauracji SUBWAY, których w jego rodzinnej Brazylii działa ponad 1000.
- Polskim przykładem osoby, której wizerunek eksperta jest kluczem do wizerunku firmy, jest Irena Eris, współzałożycielka i współwłaścicielka Laboratorium Kosmetycznego Dr Irena Eris.
- Dobrym przykładem osoby znanej, będącej jednocześnie autorytetem w sprawach majsterkowania, jest Adam Słodowy (prowadzący popularnego w latach 60. i 70. XX wieku polskiego programu telewizyjnego „Zrób to sam”, autor wielu książek poświęconych samodzielnemu majsterkowaniu). Od 1998 roku jest on twarzą Castoramy.
- Wizerunek Marka Kondrata z powodzeniem od wielu lat wykorzystuje ING Bank. Posiada on cechy związane z trwałością i powtarzalnością, co dla banku jest cenne.
- Anja Rubik, uznawana za najlepszą polską top modelkę, jest twarzą marki APART, uosabiając charakter marki Apart i jej biżuterii[2].